# Един добър човек от Африка
„Един добър човек от Африка“ (на английски: A Good Man in Africa) е комедийно-драматичен филм от 1994 година на режисьора Брус Бъресфорд.

## Сюжет
Внимание:  Текстът по-долу разкрива сюжета на произведението (или части от него)!
Морган Лийфи е британски дипломат, разположен в африканската държава Кинджанджа, която наскоро е получила независимост от британското управление. Нов дипломат, Артър Фаншоу, пристига в тази страна и веднага изпитва неприязън към Африка. Въпреки това скоро Артър научава, че в Кинджанджа са открити огромни петролни запаси и животът на Феншоу веднага се променя...

## Актьорски състав
| Актьор            | Роля                 |
| ----------------- | -------------------- |
| Колин Фрийлс      | Морган Лийфи         |
| Шон Конъри        | д-р Алекс Мъри       |
| Джон Литгоу       | Артър Фаншоу         |
| Даяна Риг         | Клои Фаншоу          |
| Луис Госет младши | професор Сам Адекънл |
| Джоан Уоли        | Силия Адекунле       |
| Сара-Джейн Фентън | Присила Фаншоу       |